# 京都市立山階南小学校
京都市立山階南小学校（きょうとしりつ さんかいみなみしょうがっこう）は京都府京都市山科区東野八代にある公立小学校。

## 沿革
- 1973年（昭和48年）4月1日 - 開校[1]。

## 卒業後の進路
卒業後は基本的に京都市立山科中学校に進学する。